# Dacrycarpus imbricatus
Dacrycarpus imbricatus е вид растение от семейство Podocarpaceae. Видът е незастрашен от изчезване.

## Разпространение
Разпространен е в Камбоджа, Китай, Фиджи, Индонезия, Лаос, Малайзия, Папуа-Нова Гвинея, Филипини, Тайланд, Вануату и Виетнам.